# وايلد بيل مور
وايلد بيل مور (بالإنجليزية: Wild Bill Moore)‏ (13 يونيو 1918 بهيوستن في الولايات المتحدة - 8 أغسطس 1983 بلوس أنجلوس في الولايات المتحدة) هو عازف ساكسفون وملاكم أمريكي.

## روابط خارجية
- وايلد بيل مور على موقع ميوزك برينز (الإنجليزية)
- وايلد بيل مور على موقع أول ميوزيك (الإنجليزية)
- وايلد بيل مور على موقع ديسكوغز (الإنجليزية)